# Thalurania watertonii
Thalurania watertonii là một loài chim trong họ Trochilidae.